# William Stuhr
William Stuhr (født 10. februar 1882 Aalborg, død 1. august 1958 Skagen) var en dansk maler der tilhørte den sidste generation af billedkunstnere omkring kunstnerkolonien i Skagen.
Stuhr var søn af en nordjysk maskinfabrikant og kom i første omgang i malerlære i Aalborg. Fra 1900-01 gik han på Teknisk Skole, og mellem 1904-07 studerende han på Kunstnernes Frie Studieskoler i København med Laurits Tuxen og Johan Rohde som undervisere.
Stuhr boede om vinteren på Christianshavn, malede adskillige bybilleder herfra og fra det forreste Amager, var om sommeren i Skagen, hvor det var havnen med både, kajer, arbejdende fiskere, huse og haver, der var de yndede motiver. William Stuhr foretog desuden flere rejser til udlandet.
Han er mest kendt for sine pæne havne- og blomsterbilleder samt motiver fra strandene omkring Skagen. Han solgte godt hele sit kunstnerliv igennem, men levede meget i udlandet, herunder i USA i 1920erne. I de senere år opholdt William Stuhr sig mere og mere i Skagen, som han malede fra hele livet. Ved maleren Michael Anchers død i september 1927 blev Stuhr hidkaldt fra Aalborg til at male hans portræt på dødslejet.
Han er repræsenteret i samlingerne på Skagens Kunstmuseer og KUNSTEN - Museum of Modern Art Aalborg og lavede desuden i 1937 udsmykningen Det store hav, den fælles grav til mindehallen i det daværende Skagens Fortidsminder, hvor det stadig kan ses i dag.
Udstillede første gang 1907 på Kunstnernes Efterårsudstilling og deltog herefter på bl.a. Charlottenborgs udstillinger, på Kunstnerforeningen af 18. november og på en udstilling i Toronto i 1929.
Han er begravet på Almen Kirkegård i Aalborg.

## Hæder
- 1913 De Bielkeske Legater
- 1914 Den Hielmstierne-Rosencroneske Stiftelse
- 1916 Ronges legat
- 1916 Den Raben-Levetzauske Fond
- 1917 Krafts legat
- 1924 Den Raben-Levetzauske Fond